# HD 93194
Désignations
HD 93194 , également désignée HR 4205, est une étoile de la constellation australe de la Carène. Elle est visible à l'œil nu avec une magnitude apparente de 4,82. D'après la mesure de sa parallaxe annuelle par le satellite Hipparcos, l'étoile est distante d'environ ∼ 490 a.l. (∼ 150 pc) de la Terre. Elle est membre de l'amas ouvert IC 2602.
HD 93194 est une étoile bleu-blanc de la séquence principale de type spectral B3/5Vn, avec la lettre « n » dans son suffixe qui indique que ses raies d'absorption apparaissent « nébuleuses » en raison de sa rotation rapide. Elle tourne en effet à une vitesse de rotation projetée de 310 km/s. L'étoile est 5,4 fois plus massive que le Soleil et son rayon est 4,7 fois plus grand que le rayon solaire. Elle est 676 fois plus lumineuse que le Soleil et sa température de surface est de 14 761 K.
Elle a été incluse dans une liste d'étoiles les moins variables parmi celles qui ont été observées par le satellite Hipparcos, avec une possible variation inférieure à 0,01 magnitude.